# W Hydrae
Désignations
W Hydrae est une étoile variable de type Mira de la constellation de l'Hydre.
Elle est relativement proche du Système solaire, entre 75 et 120 parsecs, probablement à 375 années-lumière du Soleil. Elle a une magnitude apparente visuelle variant entre 5,6 et 9,6 selon une période de 402 jours. Dans l'infrarouge proche, en bande J, elle a une magnitude de -1,59 ce qui en fait la 7e étoile la plus brillante du ciel dans cette bande, en étant même plus brillante que Sirius[réf. nécessaire].

## Masers d'eau et de poussière
L'étoile montre également des signes d'intenses émissions maser à eau, indicatives de la the présence d'un disque étendu de poussières et de vapeur d'eau. Ces émissions couvrent une zone comprise entre 10,7 ua (dans la zone orbitale de Saturne) et 1,2 parsecs (ou environ 247500 ua, aussi loin que le nuage de Oort dans le Système solaire).